# Campo de Vinte e Quatro de Agosto
O Campo de Vinte e Quatro de Agosto é uma praça localizada na freguesia do Bonfim, na cidade do Porto, em Portugal.

## Origem do nome
Na Idade Média, denominava-se "Mijavelhas"; depois passou a chamar-se "Poço das Patas", devido às caraterísticas alagadiças do terreno. Em 1833, denominava-se "Campo da Feira do Gado" e, poucos anos depois, ficou "Campo Grande". Por edital camarário de 1 de agosto de 1860, adquiriu o seu nome atual em homenagem à Revolução Liberal do Porto de 1820.

## História
O centro da praça é ocupado pelo Jardim do Campo 24 de Agosto, criado entre 1912 e 1914. Este jardim, de forma triangular, integra um lago, à volta do qual predominam cedros e camecíparis. O norte, o jardim é dominado por um miradouro que aí foi edificado, aumentando o declive natural do terreno. Em torno do jardim encontram-se plátanos e, a sul, uma série de jacarandás originários do Brasil, bastante raras no Norte de Portugal. Destaca-se no jardim uma escultura representando Afonso Costa.foi aberto a 24 de agosto.

## Pontos de interesse
- Ruínas da Arca de Água de Mijavelhas, do século XVI, atualmente incorporadas na estação Campo 24 de Agosto do Metro do Porto.
- Jardim do Campo 24 de Agosto.
- Palácio dos Cirnes, de 1812, onde está instalada a junta de freguesia.[3]
- Estátua a Afonso Costa, do escultor Laureano Guedes.

## Acessos
- Estação Campo 24 de Agosto
- Linhas: 206, 300, 301, 302, 303, 305, 401, 700, 800 e 801 da STCP, 55, 69, 70 da Gondomarense e V94 da Valpi.